# جون كابريرا
جون كابريرا (بالإنجليزية: John Cabrera)‏ (و. 1975  م) هو كاتب سيناريو، وممثل أفلام، وممثل تلفزي، ومخرج أفلام أمريكي، ولد في ميامي.

## التعليم
تعلم في جامعة دي بول
.

## وصلات خارجية
- جون كابريرا على موقع IMDb (الإنجليزية)
- جون كابريرا على موقع ألو سيني (الفرنسية)
- جون كابريرا على موقع أول موفي (الإنجليزية)
- جون كابريرا على موقع قاعدة بيانات الأفلام السويدية (السويدية)
- جون كابريرا على موقع قاعدة بيانات الفيلم (الإنجليزية)
- جون كابريرا على موقع كينوبويسك (الروسية)